# Рождество Богородично (Ракитец)
„Рождество Богородично“ (на македонска литературна норма: „Рождество Богородично“) е православна църква в беровското село Ракитец, Република Македония. Част е от Струмишката епархия на Македонската православна църква – Охридска архиепископия.
Църквата е изградена в 1939 година. Изписана е от аматьорски зографи от Скопие. Иконите в църквата са дело на зографа Гаврил Атанасов от Берово.